# Teut (natuurgebied)
De Teut is een natuurgebied en Vlaams Natuurreservaat in de Belgische gemeente Zonhoven. Het ligt ten zuiden van de A2/E314 en vormt een eenheid met het natuurgebied Tenhaagdoornheide in Houthalen-Helchteren dat ten noorden van de snelweg ligt. In 1999 werd een ecotunnel tussen beide gebieden aangelegd. Samen vormen ze een heidegebied van ongeveer 2.000 hectare, het grootste in Midden-Limburg. Ook de Molenheide behoort sinds 2006 tot de Teut.
De Teut toont de heidevelden zoals ze in het eerste deel van de 20e eeuw een groot deel van Limburg bedekten. De wandelpaden zijn vrij toegankelijk en er zijn verschillende wandelroutes uitgestippeld. Er is ook een camping op de Teut, Holsteenbron genaamd. Op het gebied bevindt zich ook De Holsteen, de verzamelnaam voor acht grote, miocene zandstenen. In de nabijheid liggen de natuurgebieden Hengelhoef (Houthalen-Helchteren) en Schemmersberg (Genk). De gebieden maken deel uit van de vijverregio De Wijers.

## Naam
De naam van het natuurgebied is afgeleid van het Zonhovense dialectwoord toot wat "punt, spits toelopend uiteinde of uitstekend gedeelte" betekent. De Teut vormde immers tot aan de grenscorrectie met Houthalen in 1977 een spits toelopend terrein op de gemeentegrens. Bovendien steekt de Teutheuvel boven het omringende landschap uit. De naam Teut verwijst in geen geval naar de Teuten, de rondtrekkende handelaars van weleer.

## Ontstaan van het heidegebied
Door het kappen van het oerbos in het verleden en het gebrek aan meststoffen veranderde het terrein. Het begroeide met heide dat eeuwenlang deel uitmaakte van het landbouwsysteem. Het vee, vooral schapen, graasde er overdag. De heide was toen gemeenschappelijke grond.
In de Limburgse Kempen begon de heide te verdwijnen met de komst van kunstmest en de mechanisering van de landbouw. Het grootste deel werd omgezet in akkers en weilanden. Na de ontdekking van steenkool in het Kempens Bekken in 1901 en de inplanting van de Kempense mijnzetels verdwenen nog meer grote stukken heidegrond. Naaldbomen werden aangeplant voor de mijnbouw. Het huidig fietspad op de Teut loopt over het traject van een oud kolenspoor.

## Fauna en flora
Het gebied werd opgericht en beschermd in 1976, met een uitbreiding in 1979, en wordt gevormd door de valleien van de Roosterbeek en de Laambeek met ertussen de meest westelijke uitloper van het Kempens Plateau (geodetisch merkpunt 75,57 meter boven de zeespiegel). Men vindt er vennen, vijvers aangelegd voor de viskweek, heide en dennenbossen met een typische plantengroei en talrijke broedvogels.
De zonnedauw en de beenbreek komen hier voor en vogels zoals de nachtzwaluw, boompieper en boomleeuwerik. Het is ook de biotoop voor libellen, loopkevers, spinnen en veldkrekels, samen met de gladde slang, de levendbarende hagedis, de heikikker en de rugstreeppad.

## Galerij

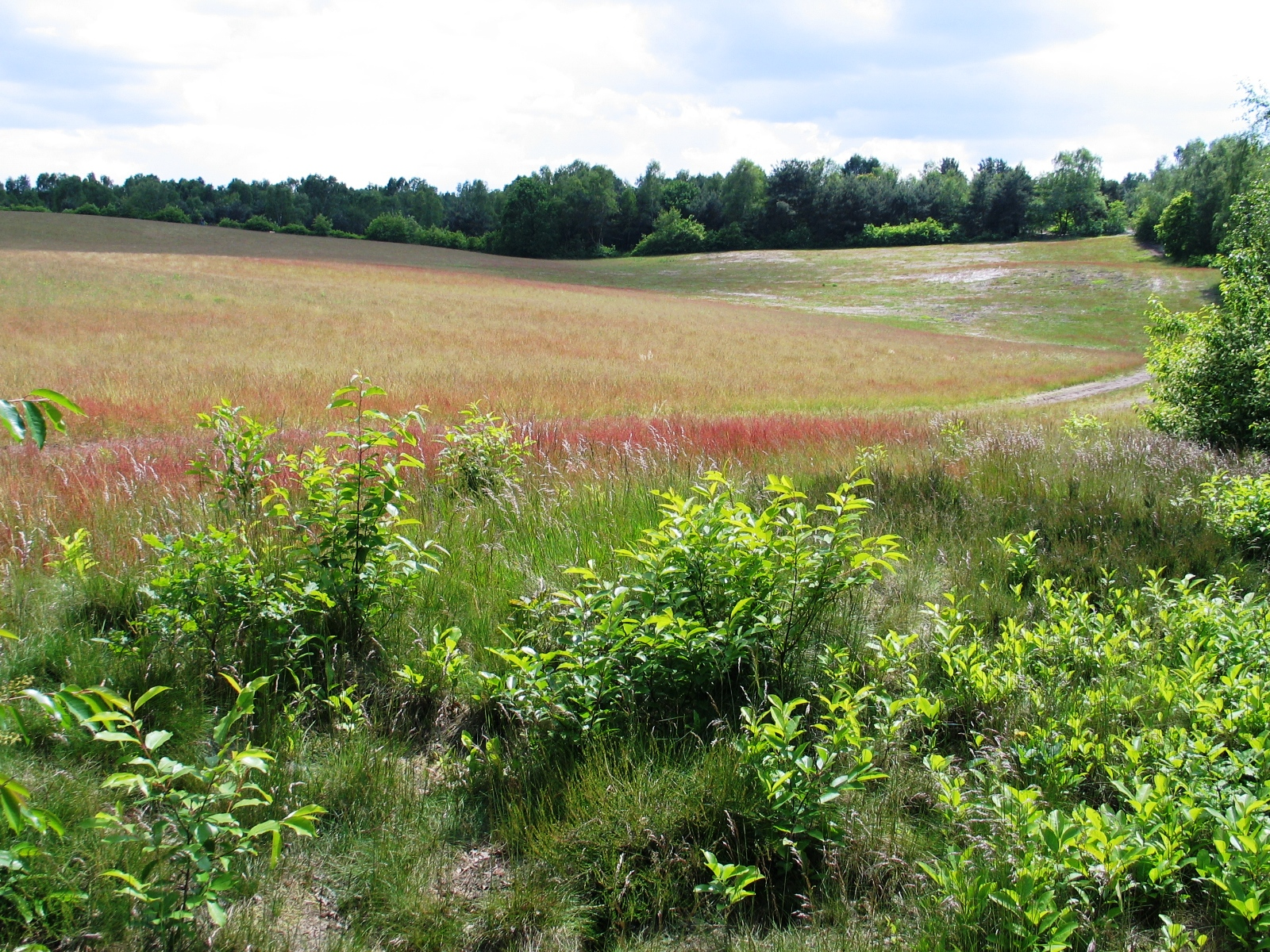
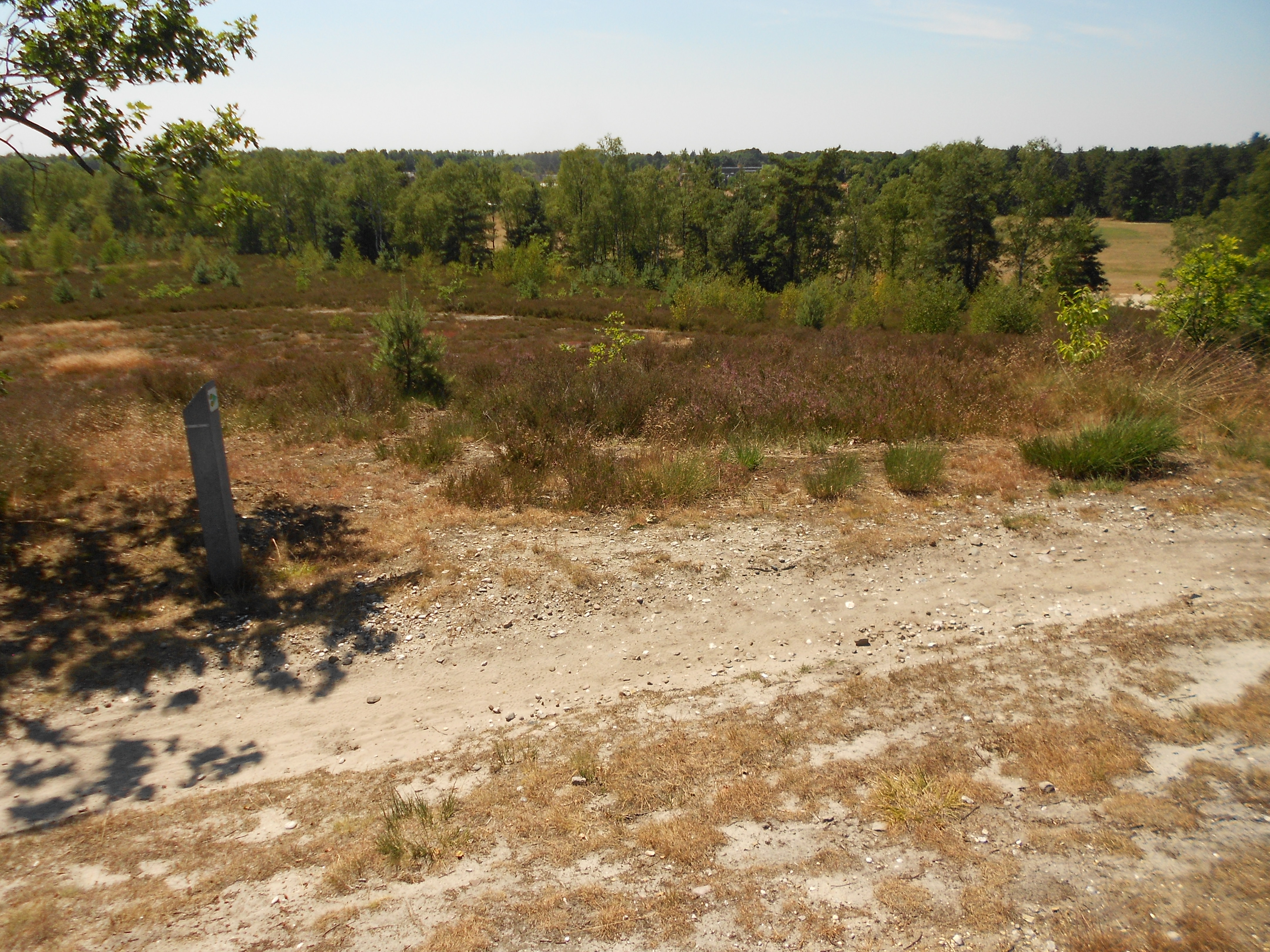
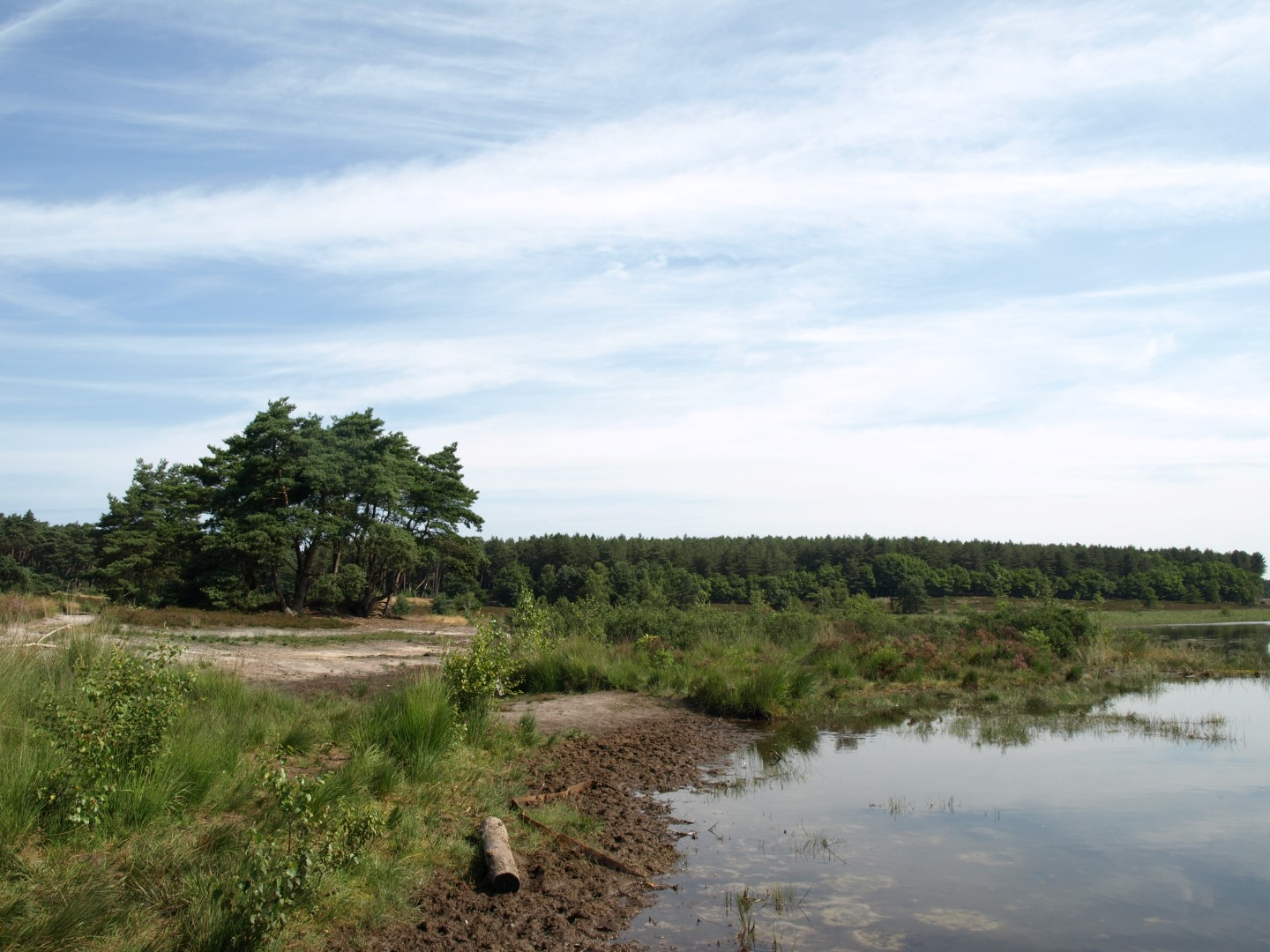
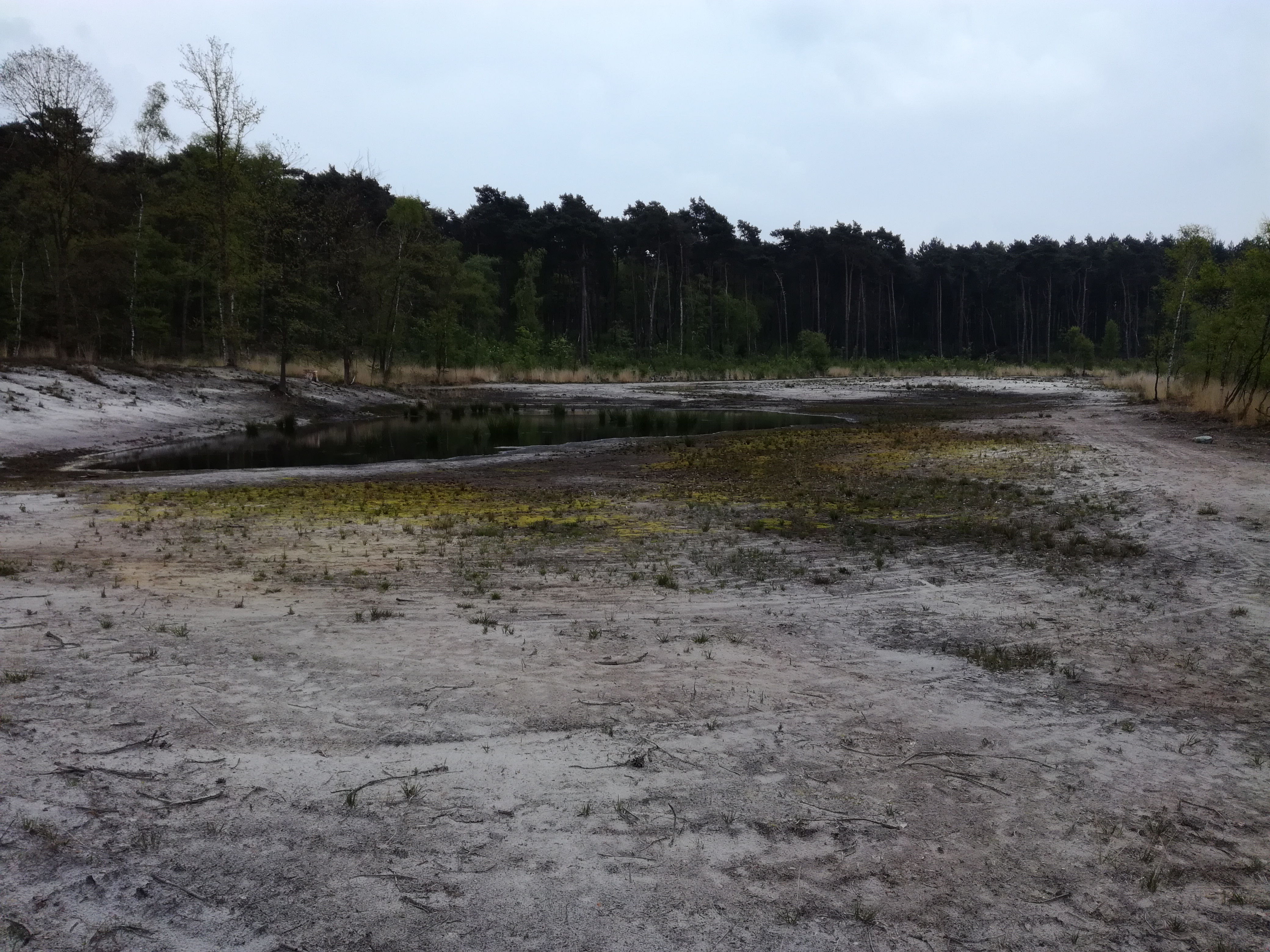
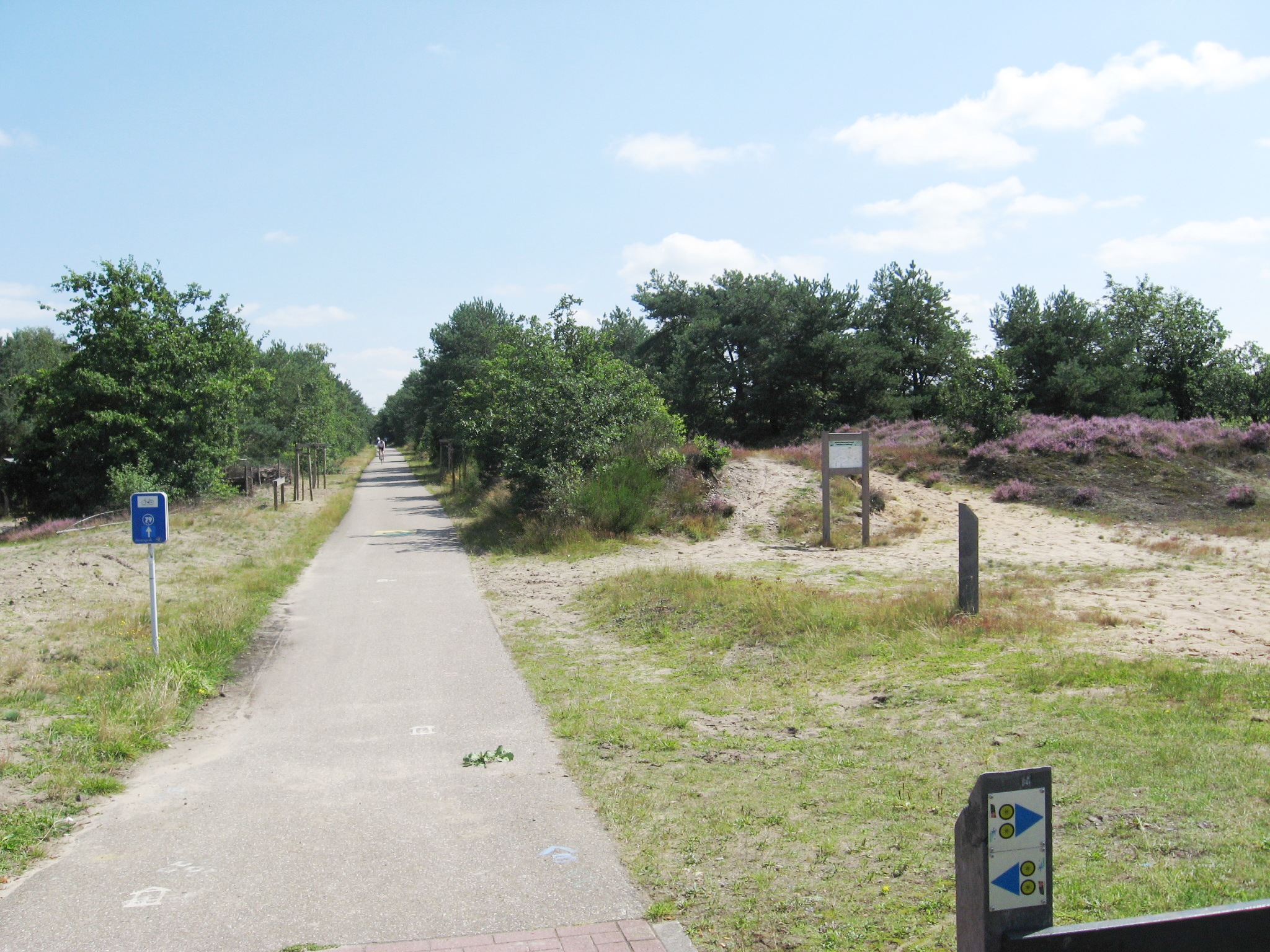
Oud kolenspoor